# Долідзе Ілля Ерастович
Ілля Ерастович Долідзе (?, село Джуматі, тепер Озургетський муніципалітет, Грузія — ?) — грузинський радянський діяч, голова колгоспу імені Сталіна села Джуматі Махарадзевського району Грузинської РСР. Депутат Верховної ради СРСР 1-го скликання.

## Життєпис
Народився в бідній селянській родині. З дитячих років працював на лісозаготівлях князя Гуріелі та у батьківському господарстві.
З 1915 по 1918 рік служив у російській імператорській армії, учасник Першої світової війни.
Член РСДРП(б) з 1917 року.
З кінця 1920-х років працював у колгоспу села Джуматі Махарадзевського району Грузинської РСР.
З 1930-х років — голова колгоспу імені Сталіна села Джуматі Махарадзевського району Грузинської РСР.
Подальша доля невідома.

## Нагороди
- орден Трудового Червоного Прапора (22.03.1936)
- медалі